# José Miranda do Vale

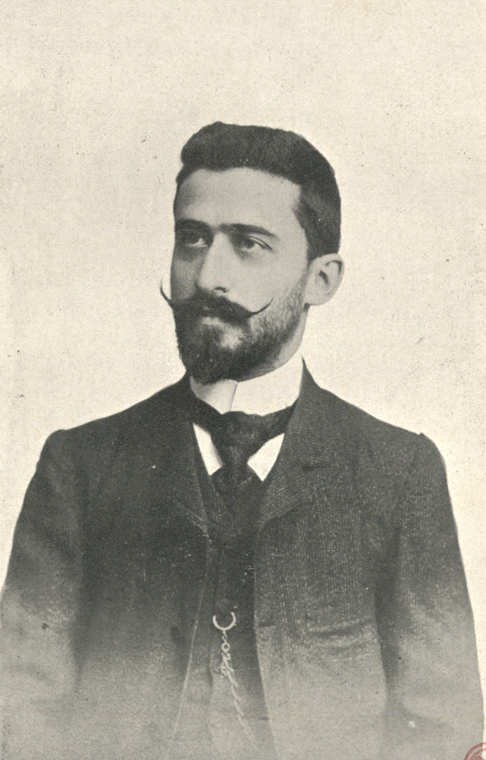
Retrato de José Miranda do Vale, publicado no Album Republicano, 1908

José Miranda do Vale (Lisboa, 3 de Abril de 1877 - 16 de Setembro de 1966) foi um médico veterinário, político, jornalista e escritor português.

## Biografia
Filho de Alfredo Northway do Vale e de sua mulher Belmira Adelina Miranda.
Formou-se em Medicina Veterinária em 1898.
Em 1904 entrou, por concurso, para Professor do Instituto de Agronomia e Veterinária de Lisboa.
Tomou parte em vários congressos internacionais e visitou, como estudioso, centros veterinários e matadouros do estrangeiro.
Republicano, foi eleito Vereador da Câmara Municipal de Lisboa em 1908 e Deputado à Assembleia Nacional Constituinte em 1911, pelo Círculo Eleitoral de Aljustrel.
Colaborou no jornal "A Lucta", e em vários periódicos da sua especialidade, e publicou numerosas monografias.